# Boris Schapiro
Boris Schapiro (ur. 22 sierpnia 1909 w Rydze, zm. 1 grudnia 2002) – pochodzący z Rygi brytyjski brydżysta, World Grand Master oraz Senior Life Master (WBF).

## Wyniki brydżowe

### Olimpiady
Na olimpiadach uzyskał następujące rezultaty:
| Olimpiady brydżowe. Zawody teamów | Olimpiady brydżowe. Zawody teamów | Olimpiady brydżowe. Zawody teamów | Olimpiady brydżowe. Zawody teamów | Olimpiady brydżowe. Zawody teamów | Olimpiady brydżowe. Zawody teamów |
| Rok                               | Miejsce                           | Zawody                            | Kategoria                         | Drużyna                           | Pozycja                           |
| --------------------------------- | --------------------------------- | --------------------------------- | --------------------------------- | --------------------------------- | --------------------------------- |
| 1964                              | Nowy Jork                         | 2. Olimpiada Teamów               | Open                              | Great Britain                     | 3                                 |
| 1960                              | Turyn                             | 1. Olimpiada Teamów               | Open                              | Great Britain                     | 2                                 |

### Zawody światowe
W światowych zawodach zdobył następujące lokaty:
| Mistrzostwa Świata. Konkurencja teamów | Mistrzostwa Świata. Konkurencja teamów | Mistrzostwa Świata. Konkurencja teamów          | Mistrzostwa Świata. Konkurencja teamów | Mistrzostwa Świata. Konkurencja teamów | Mistrzostwa Świata. Konkurencja teamów |
| Rok                                    | Miejsce                                | Zawody                                          | Kategoria                              | Drużyna                                | Pozycja                                |
| -------------------------------------- | -------------------------------------- | ----------------------------------------------- | -------------------------------------- | -------------------------------------- | -------------------------------------- |
| 1998                                   | Lille                                  | 10. Mistrzostwa Świata                          | Seniorzy                               | Gordon                                 | 33                                     |
| 1997                                   | Hammamet                               | 33. Mistrzostwa Świata Teamów                   | Trans                                  | Convery                                | 8                                      |
| 1965                                   | Buenos Aires                           | 13. Mistrzostwa Świata Teamów                   | Open                                   | Great Britain                          | 4                                      |
| 1962                                   | Cannes                                 | 1. Otwarte Mistrzostwa Świata Teamów Mikstowych | Miksty                                 | Great Britain                          | 1                                      |
| 1955                                   | Nowy Jork                              | 5. Mistrzostwa Świata Teamów                    | Open                                   | Great Britain                          | 1                                      |

| Mistrzostwa Świata. Konkurencja par | Mistrzostwa Świata. Konkurencja par | Mistrzostwa Świata. Konkurencja par | Mistrzostwa Świata. Konkurencja par | Mistrzostwa Świata. Konkurencja par | Mistrzostwa Świata. Konkurencja par |
| Rok                                 | Miejsce                             | Zawody                              | Kategoria                           | Partner                             | Pozycja                             |
| ----------------------------------- | ----------------------------------- | ----------------------------------- | ----------------------------------- | ----------------------------------- | ----------------------------------- |
| 1998                                | Lille                               | 10. Mistrzostwa Świata              | Seniorzy                            | Irving Gordon                       | 1                                   |
| 1990                                | Genewa                              | 8. Mistrzostwa Świata               | Seniorzy                            | Jean Besse                          | 13                                  |
| 1962                                | Cannes                              | 1. Mistrzostwa Świata               | Open                                | Terence Reese                       | 2                                   |

#### Afera w Buenos Aires
W roku 1965, podczas gry w Buenos Aires, Reese i Shapiro zostali oskarżeni o to, że pokazują na palcach liczbę kart w kolorze kierowym. Mimo że badania wykazały, że mogło nie być to prawdą Shappiro zakończył karierę brydżową. Powrócił do niej jako senior.

### Zawody europejskie
W europejskich zawodach zdobył następujące lokaty:
| Zawody europejskie. Konkurencja teamów | Zawody europejskie. Konkurencja teamów | Zawody europejskie. Konkurencja teamów | Zawody europejskie. Konkurencja teamów | Zawody europejskie. Konkurencja teamów | Zawody europejskie. Konkurencja teamów |
| Rok                                    | Miejsce                                | Zawody                                 | Kategoria                              | Drużyna                                | Pozycja                                |
| -------------------------------------- | -------------------------------------- | -------------------------------------- | -------------------------------------- | -------------------------------------- | -------------------------------------- |
| 1963                                   | Baden-Baden                            | 23. Mistrzostwa Europy Teamów          | Open                                   | Great Britain                          | 1                                      |
| 1958                                   | Oslo                                   | 19. Mistrzostwa Europy Teamów          | Open                                   | Great Britain                          | 2                                      |
| 1954                                   | Montreux                               | 15. Mistrzostwa Europy Teamów          | Open                                   | Great Britain                          | 1                                      |
| 1949                                   | Paryż                                  | 10. Mistrzostwa Europy Teamów          | Open                                   | Great Britain                          | 1                                      |
| 1948                                   | Kopenhaga                              | 9. Mistrzostwa Europy Teamów           | Open                                   | Great Britain                          | 1                                      |

## Klasyfikacja
- Boris Schapiro – klasyfikacja WBF (ang.)
- Boris Schapiro – klasyfikacja EBL (ang.)